# 크리스타 테레
크리스타 테레(Christa Theret, 1991년 6월 25일 ~ )는 프랑스의 배우이다.

## 출연 작품

### 영화
- 액스, 취업에 관한 위험한 안내서 (2005)
- 저스트 어바웃 러브 (2007, Et toi, t'es sur qui ?)
- 비밀일기 (2008)
- Le Bruit des glaçons (2010)
- Le Village des ombres (2010)
- 트위기 (2011, La Brindille)
- Voie rapide (2011)
- 웃는 남자 (2012)
- 르누아르 (2012)
- 라페흐 SK1 (2014, L'Affaire SK1)
- 마가렛트 여사의 숨길 수 없는 비밀 (2015)
- 사샤의 북극 대모험 (2015, Tout en haut du monde) - 목소리
- 보스의 딸 (2016, La Fille du patron)
- 가스파르 앳 더 웨딩 (2017, Gaspard va au mariage)
- 브라더스: 자유를 찾아서 (2017, Broers)
- 논-픽션 (2018)
- 루이제 (2023, Der Fuchs)
- 코난 (2023, Conann)

### 그 외
- 폴스의 Exits (2019) - 뮤직비디오
- 영 린(Yung Lean)의 My Agenda (2019) - 뮤직비디오